# La Rédemption (Lyon)

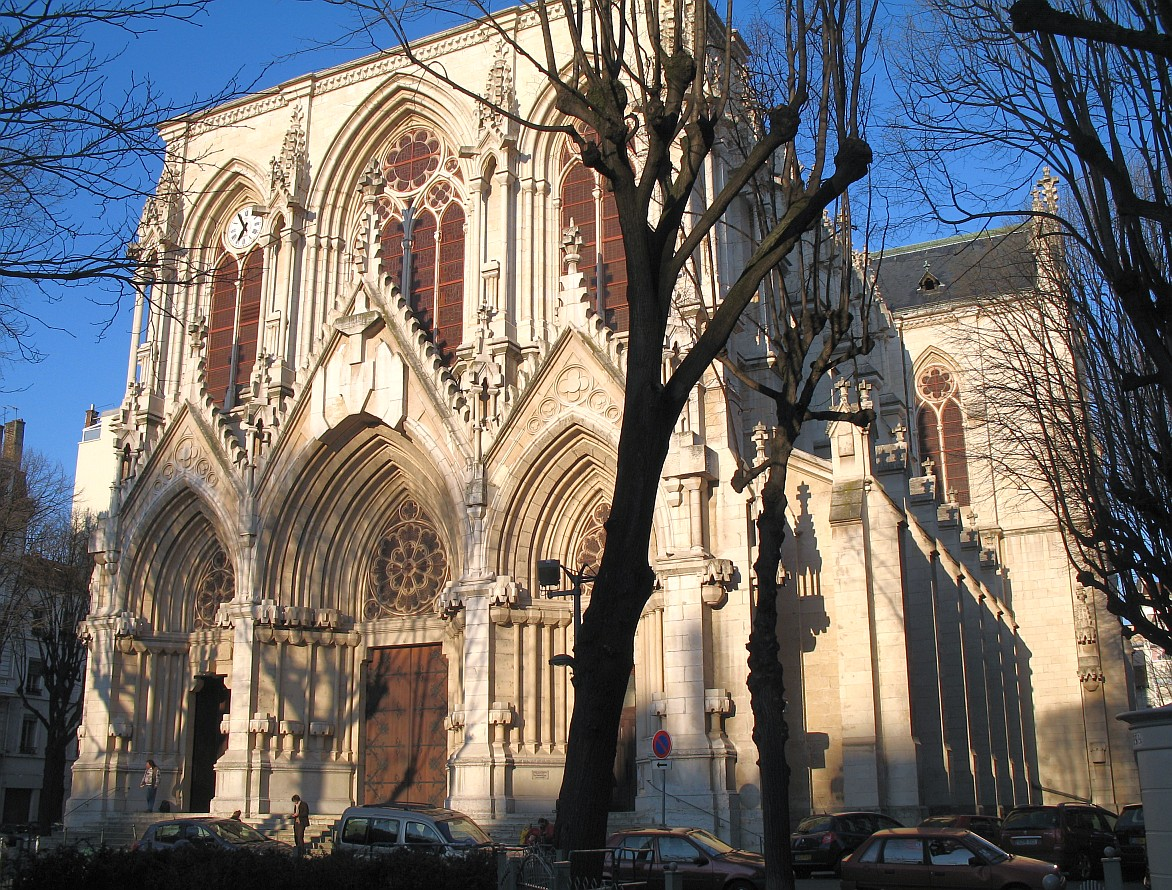
La Rédemption (Lyon)

Die Kirche La Rédemption ist eine römisch-katholische Kirche im 6. Arrondissement von Lyon.

## Lage und Patrozinium
Die Kirche befindet sich östlich der Rhône im Viertel Les Brotteaux (Place Puvis-de-Chavanne) unweit des Parc de la Tête d’Or. Sie ist dem Glaubensgeheimnis der Erlösung (französisch: rédemption) gewidmet. Es ist die einzige bekannte katholische Kirche dieses Namens in Frankreich. In Deutschland entspricht dem Patrozinium der Name Erlöserkirche, der jedoch überwiegend von evangelisch-lutherischen Kirchen getragen wird.

## Geschichte
30 Jahre nach St-Pothin wurde 1856 nördlich dieser Kirche eine weitere Pfarrei gegründet, für die Claude-Anthelme Benoit (1794–1876) von 1867 bis 1877 eine neugotische Kirche von erheblichen Ausmaßen baute: 62 Meter lang, 28 Meter breit und 32 Meter hoch, mit riesiger Krypta. Der geplante Turm von 84 Meter Höhe wurde nie errichtet. Die Fassade blieb unvollendet.

## Ausstattung

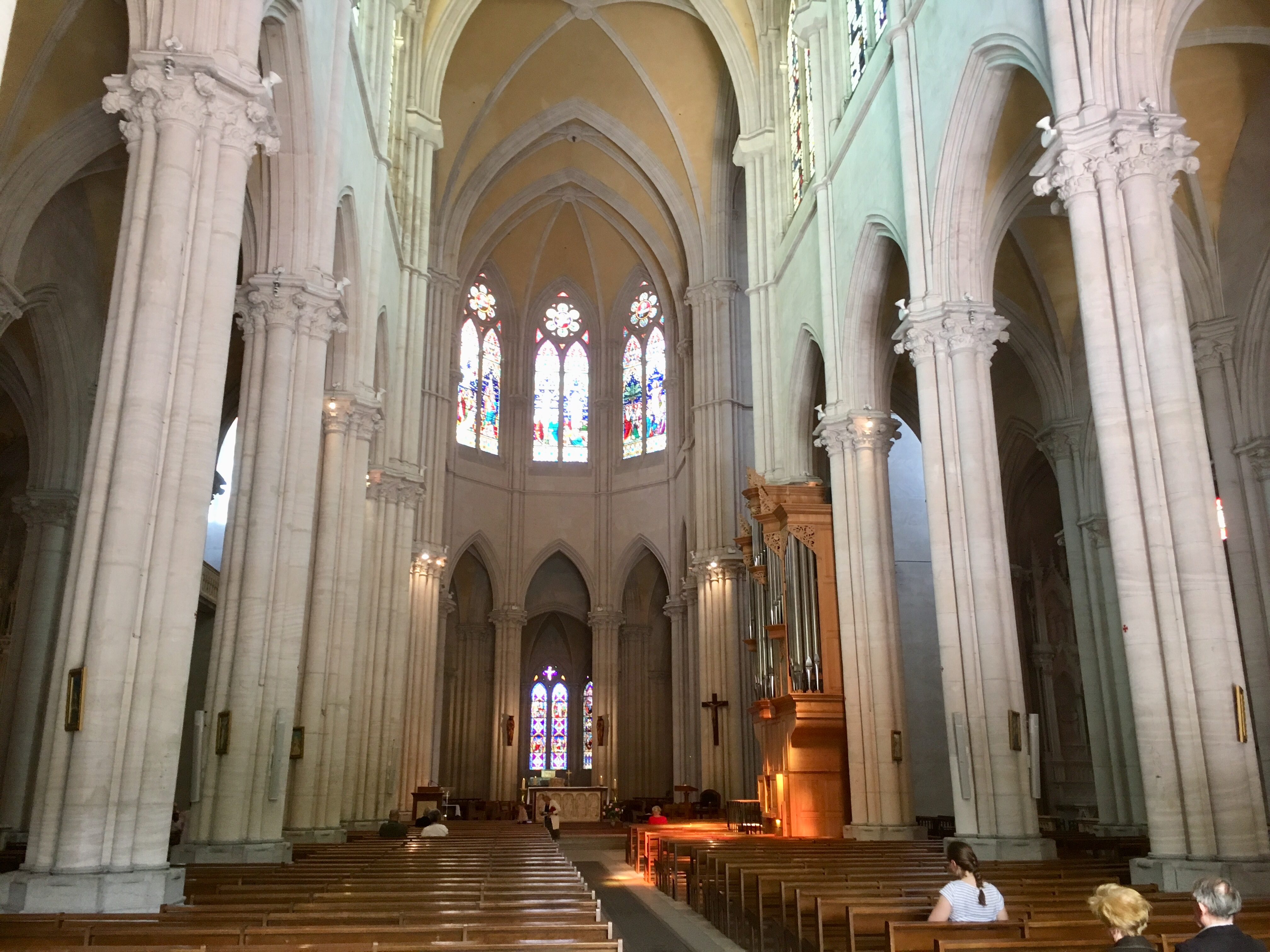
La Rédemption (Lyon)

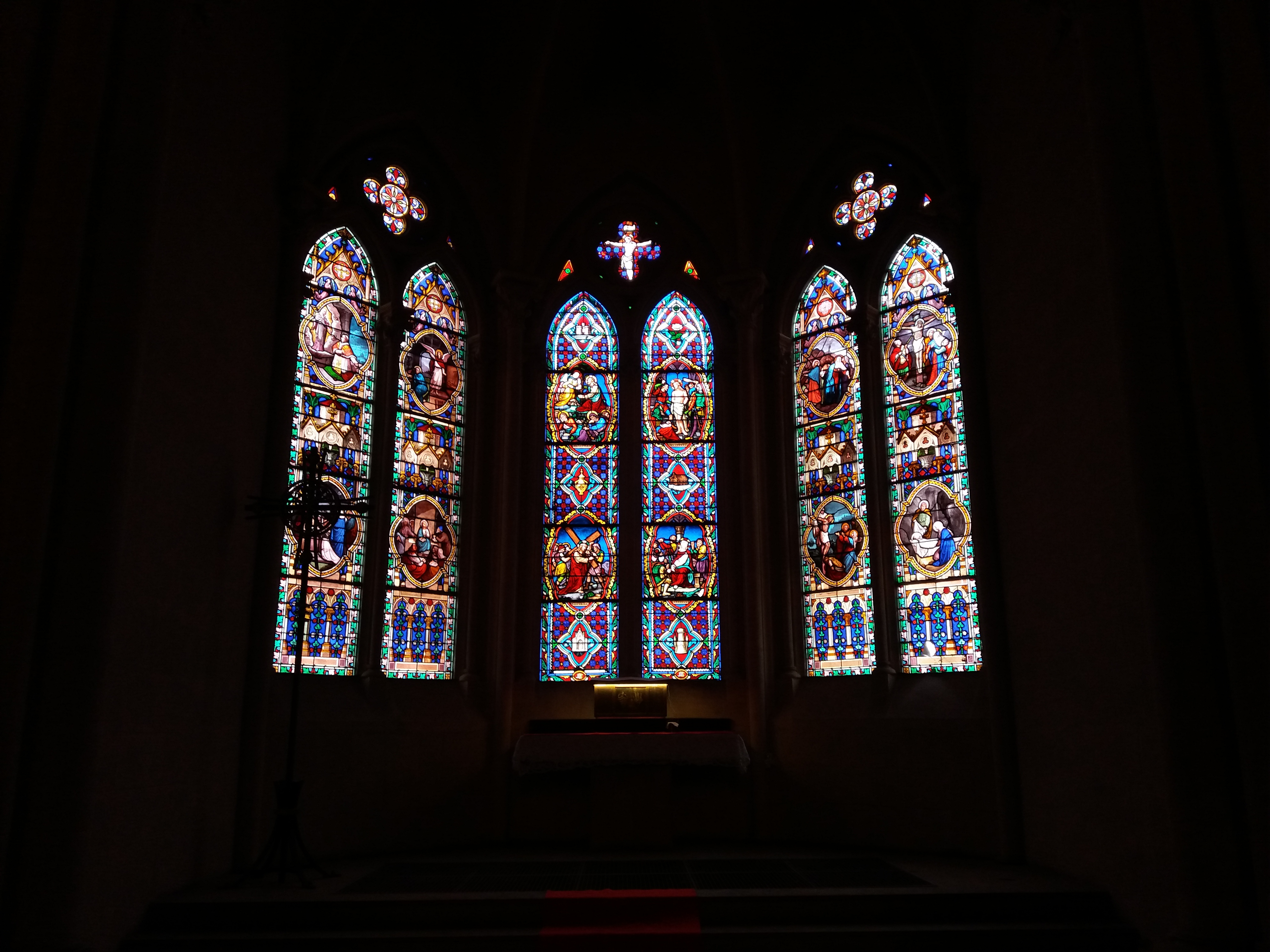
La Rédemption (Lyon)

Die Kirche verfügt über 50 Kirchenfenster, die überwiegend von Lucien Bégule (1848–1935) und Claudius Lavergne geschaffen wurden. Bildhauerwerke stammen von Joseph-Hugues Fabisch und Vincent Fontan (1842–1903). Die Merklin-Orgel von 1900 ist seit 2006 nicht mehr bespielbar und soll renoviert werden. Seit 2013 ist eine Orgel der Werkstatt Frédéric Desmottes (Gap) mit 26 Registern im Einsatz.